# 한국의 선사 시대

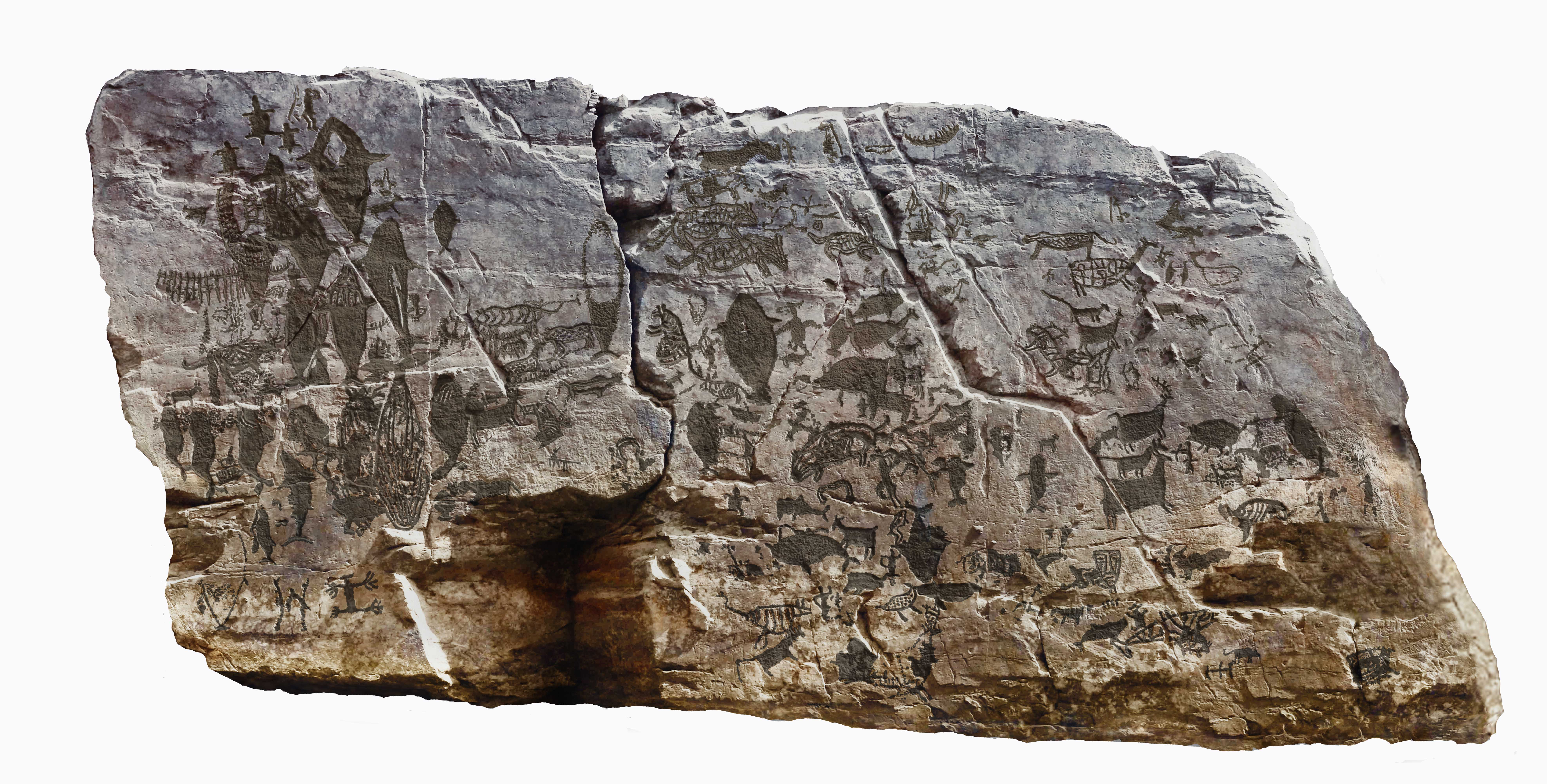
반구대 암각화

한국의 선사 시대는 한반도를 중심으로 한 선사시대의 역사이다. 시기적으로 구석기 시대에서 신석기 시대와 청동기 시대, 철기 시대를 아우르며, 공간적으로는 한반도 뿐만 아니라 서로 영향을 주고 받은 동북아시아의 여러 지역과 연계되어 있다.:12-15 선사시대는 달리 기록이 없기 때문에 남겨진 유물과 유적에 대한 고고학적인 연구를 통해 당시의 생활을 추정한다. 특히 선사시대를 전문으로 하는 고고학 분야를 선사고고학이라고 한다.
구석기를 기준으로 하면 선사 시대의 역사는 대략 250만년 전으로 거슬러 올라가는 매우 오랜 기간이다. 이 때문에 선사시대의 연구에는 인간 스스로의 활동 이외에도 지질학적 배경과 빙기와 간빙기를 아우르는 기후 변화에 대한 이해가 필요하다. 고고지질학은 지질학적 분석을 바탕으로 유물의 형성 시기와 당시의 자연환경을 알 수 있게 하고 고기후학은 발견된 유물과 유적이 사용된 당시의 기후와 식생을 분석함으로써 보다 풍부한 정보를 제공한다. 이 외에도 선사시대의 생활을 종합적으로 파악하기 위해서는 건축학, 야금학, 미술사, 심리학, 병리학, 영양학, 종교학과 같은 많은 관련 학문의 협력이 필요하다. 20세기 이후 시작된 한국의 선사시대에 대한 연구는 초기에는 유물의 발굴과 시대의 측정이 주를 이루었으나 1970년대 한국고고학회가 설립된 이후 본격적인 현대적 연구를 시작할 수 있었고 오늘날 다방면에 걸친 현장 조사와 연구가 계속되고 있다.
지질학적 배경에서 한반도와 이웃한 동북아시아 지역은 북중국 강괴와 남중육괴의 충돌과 함께 형성되었다. 한반도는 크게보아 낭림육괴, 경기육괴, 영남육괴의 복합체이다. 이후 중생대인 백악기 시기 동안 한반도를 비롯한 중국과 일본에서는 화산 활동이 활발하였다. 신생대에 들어 플라이스토세 기간 동안 있었던 최종빙기는 대략 1만1천년 무렵 종결되어 이후 평균기온이 올라감에 따라 해수면이 상승하였고 한 때 육지였던 황해는 물에 잠겨 바다가 되었다. 이러한 지질학적 특성과 기후적 배경은 선사시대 인류의 생활에 큰 영향을 주었다. 플라이스토세 시기 내내 인간의 활동은 구석기 문화를 유지하였는데 빙기와 간빙기가 반복되는 극심한 기후 변화가 인류의 발달을 저해하는 요소로 작용하였기 때문이다.
매우 오래 이어진 구석기 시대에 비해 신석기의 사용은 수만년에 불과하므로 인류 역사의 대부분은 사실 구석기 시대라고 하여도 과언이 아니다. 구석기는 현생 인류뿐만 아니라 호모 에렉투스나 네안데르탈인과 같은 고인류도 사용하였던 도구이다. 한국의 구석기 시대 역시 전기 구석기의 경우 현생 인류가 아닌 고인류의 것이고, 후기 구석기 문화를 시작으로 현생 인류의 유물들이 남아있다. 최종빙기 이후 시작된 홀로세의 간빙기 동안 있었던 기후 변화로 인류는 초원이 북쪽으로 물러나면 그곳에 사는 거대 초식동물의 뒤를 쫓아 북으로 이동하였다가 소빙기를 맞으며 남으로 이주하는 일을 반복하였다. 한반도 주변의 기후가 한랭지대에서 온대지역으로 변화하자 사람들은 기후에 적응하여 거대 초식동물 대신 보다 작은 사냥감을 사냥하게 되었고 이후 농업을 시작하며 한국의 신석기 시대를 열었다.
한국의 청동기 시대는 한반도와 맞닿은 요령 지방을을 중심으로 시작되어 남쪽으로 전파되었다. 처음에는 북쪽에서 이주한 사람들이 들고 온 청동기가 사용되었지만, 뒤에는 한반도 중부에서 채굴한 구리를 이용하여 자체적으로 제작하였다. 청동기 문화는 초기 권력의 형성과 밀접한 관련이 있으며 고조선은 청동기 시기의 국가이다.
한국의 철기 시대에 들어 벼농사의 확산, 농업의 정착과 함께 보다 강력한 권력이 등장하기 시작하였다. 과거 선사시대의 연구는 철기 시대 읍락 규모의 사회를 군장국가로 파악하였으나 최근에는 이러한 관점에 깔려 있는 근대 서양 중심의 사회진화론적 배경에 대한 회의론과 함께 고고학적 발견 결과를 재검토하여 보다 느슨하고 제한적인 권력을 갖는 부족사회로 파악하는 경우가 많다. 초기 철기 시대 사회 구조의 성격에 대한 논쟁과 시기의 불명확성이 여전히 존재하지만, 철기 시대에 들어 한반도 북부에서는 부여, 고구려, 예맥, 옥저 등이 국가를 형성하였고 남부에서는 마한, 변한, 진한 등의 삼한이 형성되었다. 이 시기는 역사학에서 일반적으로 원삼국시대로 불린다. 뒤로 이어지는 삼국시대를 맞아 한반도와 주변의 정치 체제는 고구려, 백제, 신라, 가야 등의 고대 국가로 발전하였고 이 시기부터 역사적 기록이 남아 역사시대를 맞게 된다.

## 지질학적 배경

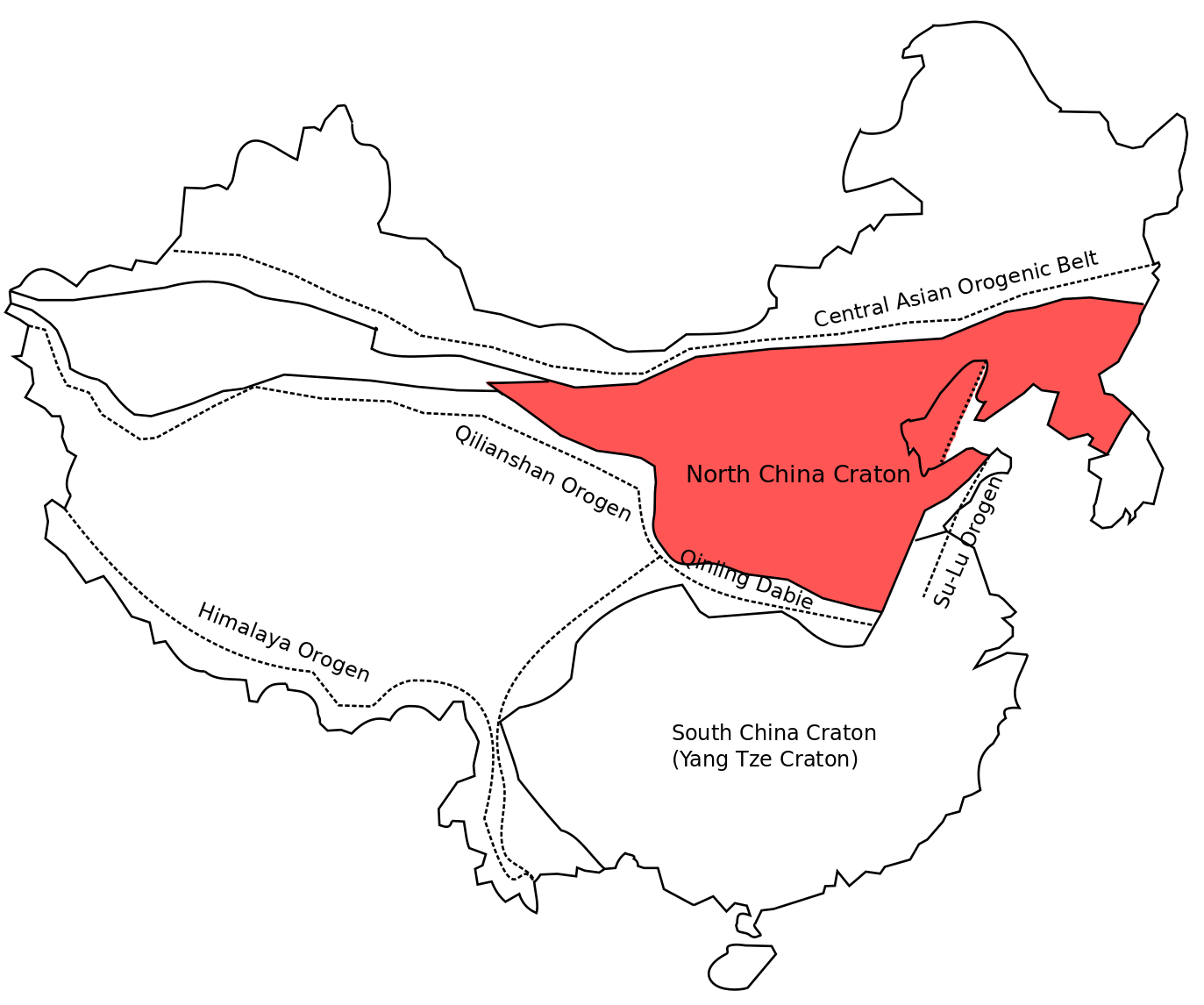
북중국강괴

한반도를 포함한 동북아시아 지역은 신원생대 시기의 곤드와나 초대륙으로부터 연속적으로 분리된 여러 지각들이 충돌하여 형성된 복합체이다. 고생대 페름기에서 트라이아스기 사이 북중국 강괴와 남중육괴가 충돌하며 형성된 친링-다비-술루 충돌대는 중국대륙에서 시작하여 황해를 거쳐 한반도까지 이어진다. 한반도의 지질은 크게 보아 선캄브리아기 기반암인 낭림육괴, 경기육괴, 영남육괴의 세 육괴가 충돌하여 얽힌 복합체로 이루어져 있다. 이렇게 형성된 기반암은 오랜 세월 동안 풍화와 침식, 습곡과 융기 등의 다양한 지질작용을 겪었으며, 백악기에 있었던 활발한 화산활동으로 형성된 화성암은 중국 동부와 한반도, 일본 열도에 이르기까지 폭 넓게 분포하고 있다.

## 기후 배경

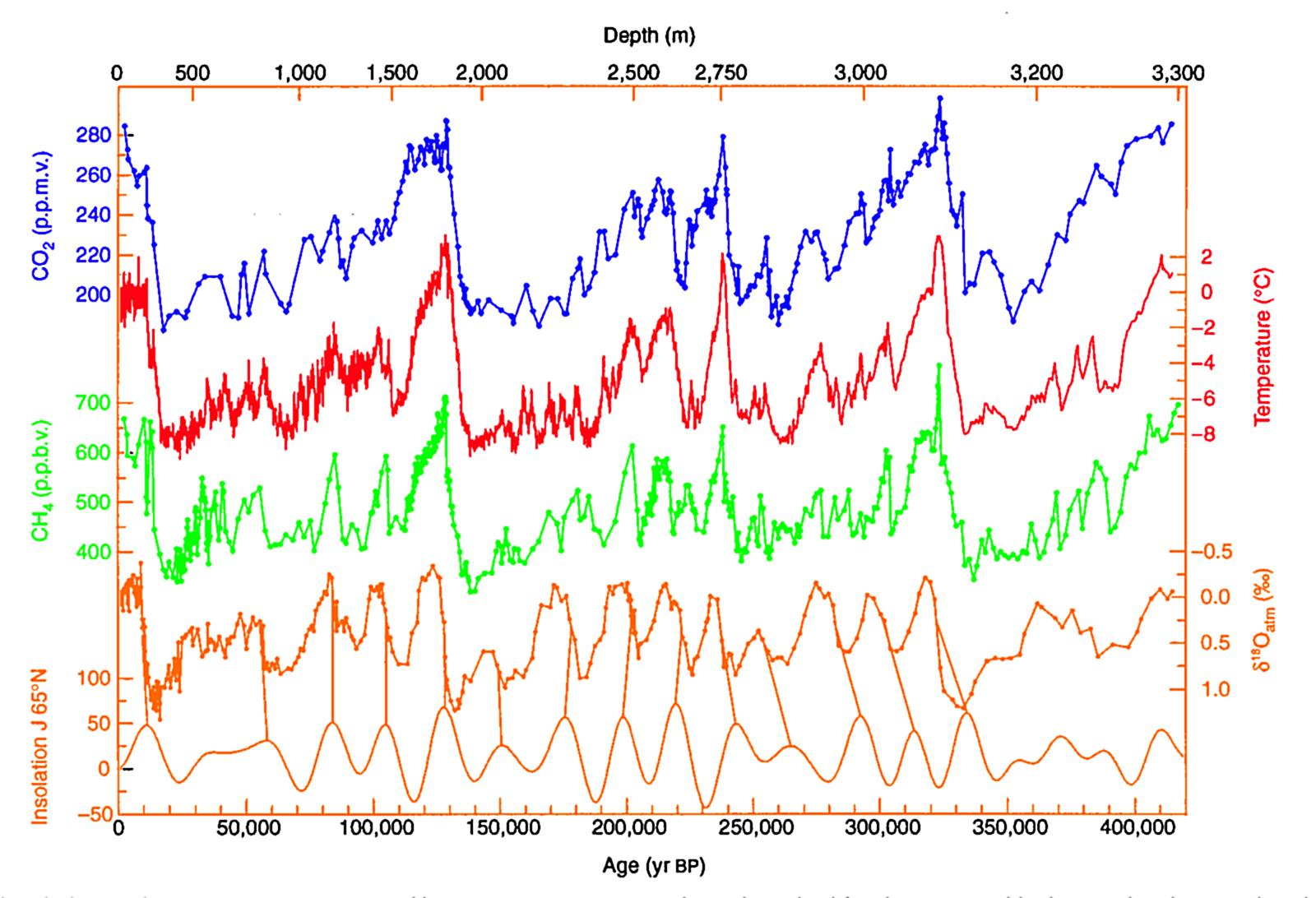
남극 보스토크 기지에서 채취한 빙하 코어를 통해 분석한 지난 42만년 간의 온실가스 농도

약 11만년 전에 시작되어 1만 1천년 무렵 종료된 최종빙기 무렵 해수면은 크게 낮아져 황해는 육지였다. 황해에서는 약 1만6천년 전 살았던 코끼리의 뼈가 발견되기도 하였다. 이 시기 지구의 해수면은 지금보다 120 m 이상 낮아 동남아시아의 인도네시아와 말레이반도 지역은  순다랜드로 불리는 하나의 커다란 땅덩어리를 이루었다. 순다랜드에 살던 현생 인류의 일부가 해안선을 따라 북상하여 오늘날 황해를 포함한 동북아시아 지역에 들어오게 되었고 지금은 바다가 되어 버린 황해를 포함한 넓은 지역에 선사 인류들이 살았다. 황해에 까지 도달한 인류는 주기적으로 반복된 빙기와 간빙기의 기후 변화에 따라 연해주까지 올라갔다 한반도로 내려오는 이주를 계속하였다. 당시 황해는 낮은 기온과 적은 강수량으로 상당 부분이 사막의 모습을 보였고 한반도는 지금의 남부지방에 이르기까지 냉대성 기후를 보였다. 오늘날 김포시와 인천광역시 강화군 등에서 보이는 구석기 유적은 해안선 가까이에서 출토되었지만 이러한 사정을 고려하면 구석기 말엽에서 신석기 초까지 이 지역은 내륙의 깊숙한 강변이었다.
이후 최종빙기가 끝나자 황해가 바다로 변하기 시작하였고 기후 역시 온난해졌다. 해안과 초원을 따라 수렵 채집생활을 하던 선사 인류는 구석기에서 신석기로 발전하며 농경을 도입하였고 점차 내륙으로 진출하였다. 신석기 말기 무렵이 되면 기후가 안정되어 이후 역사 시대까지 이어지는 오늘날의 기후를 보이게 되어 덥고 습한 여름과 춥고 건조한 겨울이 번갈아 오게 된다. 이러한 기후 변화가 천편일률적으로 진행되지는 않았다. 지속적으로 기온이 상승하는 사이에도 간간히 소빙기가 있었고 초기 농경사회는 큰 타격을 입었다. 특히 2800-2700년 전과 2400-2300년 전에 발생했던 두차례의 기후 악화는 인구 감소와 이동에 큰 영향을 주었다. 기후 온난화는 대략 6천년 전 무렵 정점을 찍어 현재의 해수면을 상회하게 된다. 오늘날 내륙에 자리잡고 있는 반구대 암각화가 새겨진 곳은 당시 해안가였다. 이후 해안선은 차츰 내려가 약 2천8천년 전 무렵 오늘날과 비슷한 모양이 되었다.

## 연구사

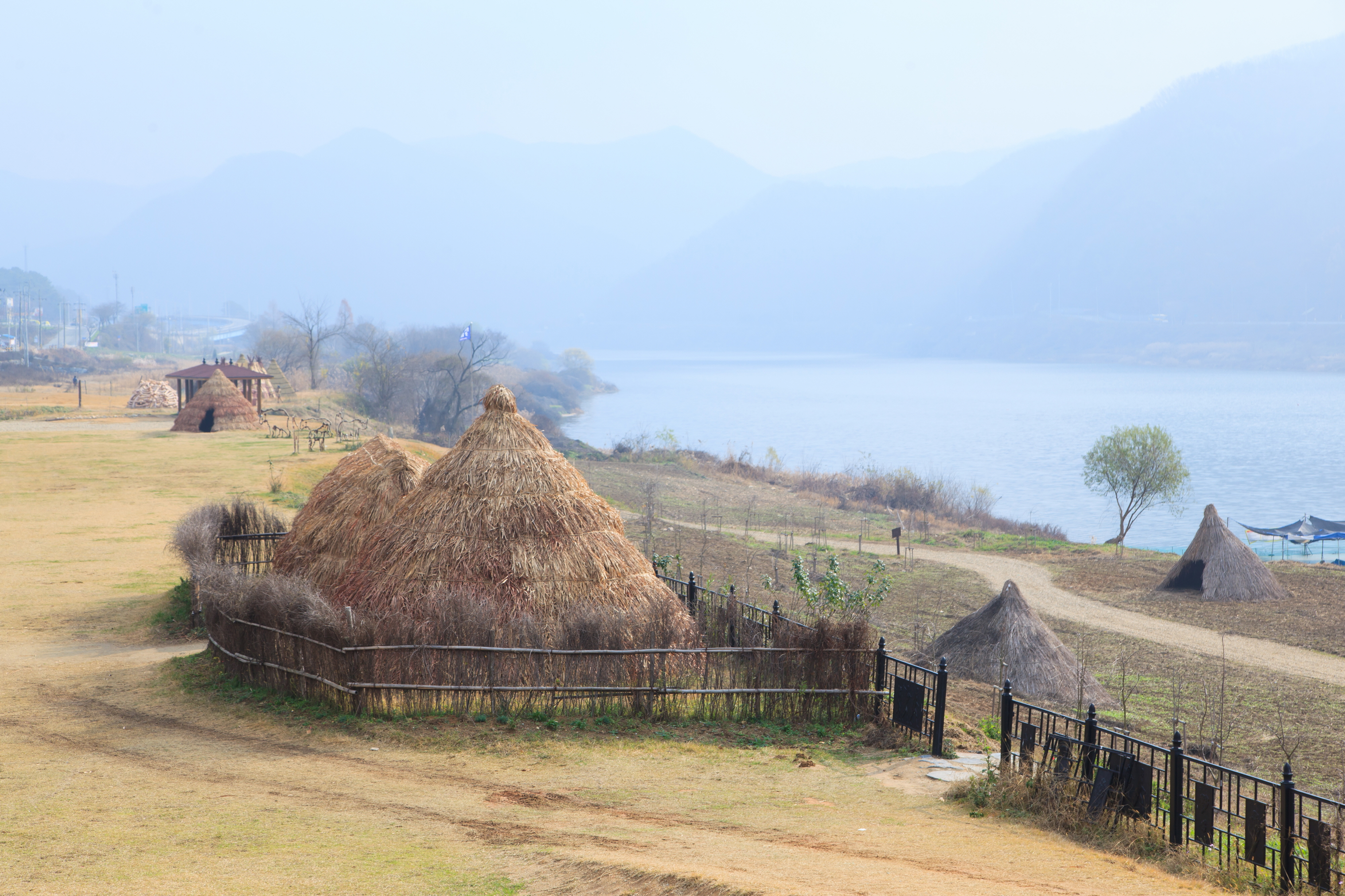
공주 석장리 유적은 한국의 고고학 연구에 큰 전환점이 되었다

19세기 중반 유럽에서 수립된 고고학은 근대의 산물이다. 한국에서는 조선 말까지 선사시대 유물에 대한 고고학적 연구가 없었다. 유럽의 경우도 초기의 고고학은 사실상 세계적인 유물 약탈에 불과하였지만 20세기에 들어 과거에 대한 이해를 목적으로 하는 학문으로 자리잡게 되었다. 도구의 제작을 기준으로 하는 석기-청동기-철기의 시대구분은 덴마크의 고고학자 크리스티안 위르겐센 톰센이 정의한 세 시대 체계를 따른 것으로 그 이후 구석기와 신석기의 구분이나 순동기와 청동기의 구분과 같은 보다 세부적인 기준들이 생겼으나 대체적인 큰 구분에서는 여전히 사용되고 있고 한국의 선사시대 역시 이에 따라 구분된다.
한국의 선사시대에 대한 고고학적 접근은 경술국치를 전후하여 일본인 학자들에 의해 시작되었다. 1907년 발굴된 김해 봉황동 유적은 다양한 유물들의 출토에도 불구하고 소위 임나일본부설을 뒷받침하기 위해 한반도의 독자적인 문화 형성은 무시되었다. 현재의 국가와 민족을 바탕으로 과거를 재단하는 일은 역사학과 고고학 모두에서 흔히 일어나는 오류로 극도로 경계해야만 하는 일이다.
조선총독부는 1920년 김해와 경상도 일대에서 철도를 부설하는 과정에서 많은 석기를 비롯한 선사유물을 발굴하였지만 이 역시 임나일본부설에 입각하여 해석하였고 철기와 석기가 함께 사용되었다는 이른바 "금석병용기"를 주장하였다. 이러한 일제강점기의 주장은 오늘날 많은 연구 성과를 통해 부정되고 있다.
1925년 을축년 대홍수로 암사동 선사 유적이 모습을 드러냈다. 당시 토기 파편이 발견되었으나 별다른 발굴 조사가 없다가 1960년대에 이르러 본격적인 발굴이 시작되었다. 1933년 함경북도 동관진에서 발견된 구석기 유적은 한반도에서 최초로 확인된 구석기 유적이었다. 이로서 한반도에서는 구석기 시대에 사람이 살지 않았다는 기존의 주장은 부정되었다. 기후적 배경에서 구석기 문화가 있던 플라이토스 시대는 빙기가 되면 한반도와 일본 열도가 육지로 연결되었고 구석기 시대의 사람들은 수렵 채집을 하며 이동하였기 때문에 두 지역을 자유롭게 왕래하였다. 구석기 시대 유물은 오히려 일본에서 더 많이 발굴되었고 두 지역의 유물은 많은 연관을 보인다.
태평양전쟁 시기 동안 일본은 총력전을 벌이면서 고고학 발굴을 지속할 여력이 없었고, 해방 이후 한국은 한국전쟁을 겪고 큰 어려움에 처했기 때문에 고고학 연구 역시 정체될 수 밖에 없었다. 한국에서 본격적인 선사고고학 발굴이 시작된 시기는 1960년대이다. 1963년 뗀석기가 발견된 공주 석장리 유적은 이후 1964년부터 1992년까지 총 12차례에 걸쳐 발굴이 이루어졌고 한국 선사고고학은 전환점을 맞았다. 1970년대에는 한국고고학회가 세워졌다.
1970년대는 산업화의 진전과 함께 민족주의적 감정이 고양되던 시기였다. 10월 유신이라는 비정상적인 방법을 통해 권력을 연장한 박정희는 민족주의에 기대어 자신의 통치를 정당화하려는 모습을 보였고, 그 일환으로 선사 및 고대 유적의 발굴과 홍보를 장려하였다. 이러한 정치적 압력 속에서 고고학은 빠른 성과를 내기 위해 무녕왕릉의 경우와 같이 무리한 발굴을 벌이는 경우가 종종 있었고 두고 두고 부실 발굴이라는 비판을 받기도 한다. 민족주의에 경도된 연구 역시 문제여서 기마민족설과 같은 한민족의 시베리아 및 북방기원설이 별다른 증거 없이 주장되었다. 이러한 주장은 21세기 이후 많은 비판과 함께 더 이상 주요 학설로 인정되지 않는다. 이 역시 일제강점기와는 반대의 방향이라 할지라도 현재의 국가와 민족의 입장에서 과거를 재단하는 오류이다.
1978년 발견된 전곡리 구석기 유적은 전세계적인 관심을 받았다. 구석기 시대에 대한 당시 세계 고고학의 주류적 입장은 아슐리안 주먹도끼의 존재를 두고 구석기 문화를 동서로 구분하고 있었으나 전곡리에서 발견된 석기가 동양에는 없다고 믿어졌던 바로 그  아슐리안 주먹도끼였기 때문이다. 이로서 특정 석기의 형태로 문화권을 구분하고자 하는 유럽중심의 고고학 이론은 폐기되었다.
1991년부터 발굴이 시작된 제주 고산리 유적은 선사고고학 발전에 또 다른 계기가 되었다. 후기 구석기 말부터 신석기 초창기 까지의 수 많은 유물이 발굴된 고산리 유적에서 발견된 토기는 그 동안 한반도에서 발견된 것 가운데 가장 앞선 것으로 그 동안 빗살무늬토기의 분포를 근거로 주장되던 북방기원의 단일설을 부정하는 강력한 증거가 되었고 한국문화의 다원론이 부각되기 시작하였다.
1990년대에 들어 한국의 선사시대 연구는 보다 다양한 방면으로 확장되어 복식, 의복, 질병 등 각종 생활사에 대한 연구가 진척되었다. 예를 들어 패총 등에 남겨진 음식물이나 배설물의 분석, 치아의 치석 분석을 통한 식품 분석, 유골에 남은 세균 등을 통한 질병 분석과 같은 사례가 있다. 기존에는 한반도에서 본격적인 농경 이전의 주된 채집 식물은 도토리와 같은 견과류일 것이라고 생각되었으나 패총의 동위원소 분석 결과 그 보다는 각종 잡곡류를 채집하였으며 주된 단백질원은 어패류였지만 한반도 남부의 경우 육상동물을 더 선호하였다는 점이 밝혀졌다. 환경고고학은 발견된 유물과 유적이 사용되던 당시의 다양한 환경을 조사 분석하고 이를 바탕으로 당시 사람들의 생활사를 재구성하는 학문이다. 2013년 네안데르탈인 유전체 프로젝트의 성공 이후 그 동안 시도되지 않았던 고DNA의 분석이 고고학과 결합되어 보다 다양한 결과를 보여주고 있다.

## 구석기 시대

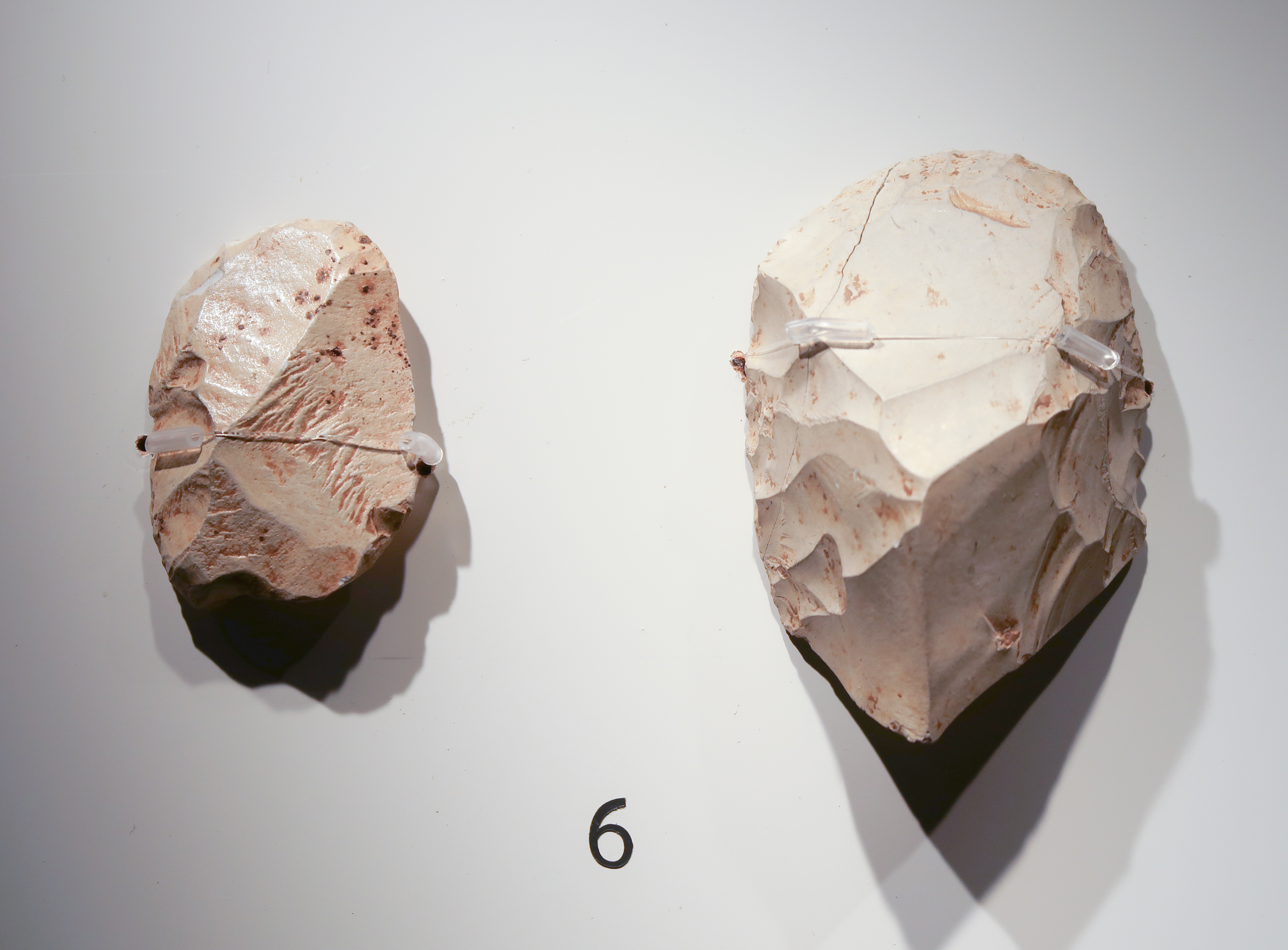
전라남도 순천에서 출토된 주먹도끼

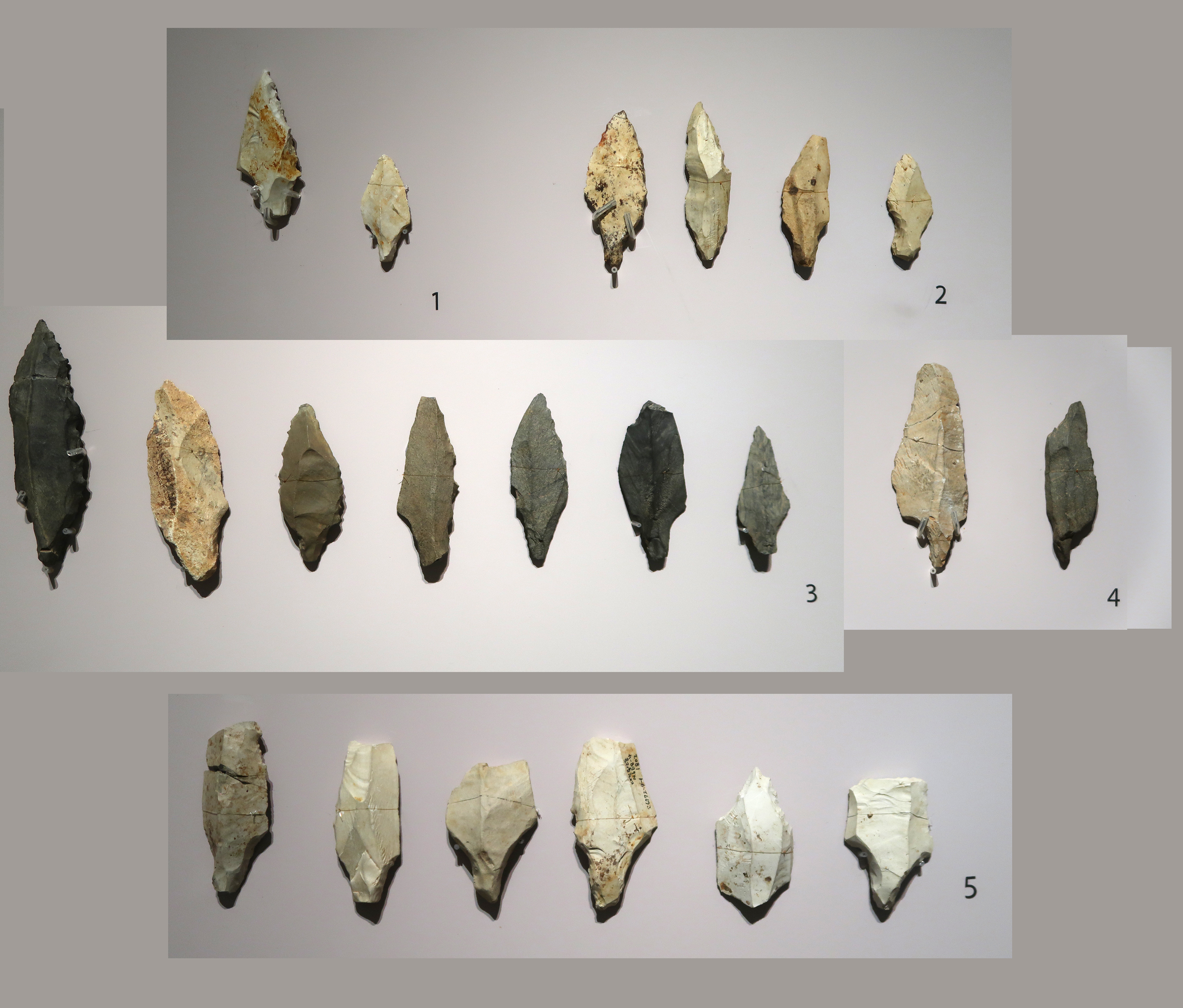
한반도에서 출토된 여러 종류의 슴베찌르개

구석기는 현생 인류 뿐만 아니라 호모 에렉투스와 같은 고인류도 사용하였다. 한반도와 인근 지역의 구석기 역시 오래된 것은 이들 고인류가 제작한 것이다. 구석기 문화는 플라이스토세 시기인 약 250만년 전부터 시작되어 1만 5천년 무렵까지 지속되었으므로 인류 역사의 대부분은 사실 구석기 문화이다. 한반도에서는 1960년대 초 공주 석장리 유적과 함경북도 굴포리 유적이 발견된 이래 전국적으로 200 곳이 넘는 구석기 유적이 보고되어 있다. 한반도에 살던 구석기 인류는 수십만년 전부터 십만년 전까지 거슬러 올라가는 구인류와 그 보다 늦은 수만 년 전부터 살던 현생인류로 구분되나 이들은 모두 수렵 채집 생활을 하였고 석기들 역시 이러한 생활에 알맞게 제작되었다.
주먹도끼로 대표되는 연천 전곡리 유적은 전기 구석기의 유적으로 호모 에렉투스와 같은 고인류가 이를 사용하였다. 이에 비해 공주 석장리 유적은 대략 2만 5천년에서 3만 년전의 것으로 현생 인류가 남긴 후기 구석기 유적이다. 한국의 구석기 유적 가운데 전기 구석기 유적은 전곡리 유적, 함경북도 상원군의 검은모루동굴유적 등 몇 곳이 없고 중기 구석기 유적으로는 웅기 굴포리 제I기층, 공주 석장리 모난돌－찰흙층, 제주도 빌레못동굴의 1과 2문화층 등이 있으며 후기 구석기 유적으로는 웅기 굴포리의 Ⅱ기문화층, 부포리유적, 석장리의 11·12문화층과 새기개·밀개문화층의 집자리, 평양시 승호구역의 만달리동굴유적, 충주댐수몰지역의 창내유적, 단양 수양개유적 등이 있다. 사람이 살만한 곳은 대개 정해져 있으므로 선사 유적지 가운데 다수는 오랜 세월 동안 사람들이 이동하다 머무는 곳이었고 하나의 유적에서 여러 시기에 걸친 다수의 문화층이 겹겹이 쌓이게 된다.
구석기 시대는 2백만년이 넘는 기간 동안 계속되었으므로 그 사이 지속적인 혁신과 변화가 있었다. 전기 구석기에서 중기 구석기 까지 주로 사용된 주먹도끼는 손에 쥘 수 있는 크기의 돌을 적당히 가공하여 두드리고 찌르고 베는 다양한 활동에 두루 사용하였으나 후기 구석기에 이르면 몸돌에서 여러 돌날을 떼어내어 사용하는 뗀석기가 주로 사용된다. 땐석기의 제작 역시 처음에는 단단한 돌을 망치삼아 떨어진 박편을 가공하는 것이었으나 3만년 전 무렵부터 먼저 단단한 망치를 이용하여 떼어낸 돌날을 다시 동물의 뿔과 같은 무른 망치를 이용하여 세밀하게 가공하는 기술을 보인다.
구석기 시대 사용한 석기의 종류로는 주먹도끼, 돌날, 찍개, 슴베찌르개와 같은 것들이 있다. 화산활동의 결과 광물이 유리화된 흑요석은 날카로운 돌날을 만들 수 있는 재료로 한반도의 것은 모두 백두산에서 나온 것이어서 흑요석 석기는 북쪽에서 남쪽으로 전파되었다고 볼 수 있다. 반면 슴베찌르개는 한반도 중부에서 시작되어 북부와 일본 규슈지역까지 전파되었다. 빙하기가 한창이던 후기 구석기 시기 한반도와 일본은 육지로 연결되어 있었고 동물이 이 사이를 오감에 따라 이를 사냥하던 사람들 역시 그 뒤를 쫓았다.
기후는 구석기 시대가 이렇게 오래 지속된 배경이기도 하다. 구석기 시대 대부분의 시대 동안 인류는 빙하기를 견뎌내야 했다. 남극 보스토크 기지에서 채취한 3,600 m 의 빙하 코어를 분석한 결과 지난 40만년 동안 남극의 기온은 평균 10도나 오르내리는 네 번의 빙하기가 있었다. 전지구적인 기후 변동 폭이 너무 커서 인류는 이에 적응하기에도 벅찼다. 최종 빙기 이후 지구의 기후가 지금과 같이 비교적 안정적인 모습을 갖추고 나서야 인류는 본격적인 발전을 위한 여유를 가질 수 있었다.

### 중석기 시대
구석기와 신석기 사이에 이 둘과 구분되는 시기로 중석기 시대를 두기도 한다. 중석기의 가장 큰 특징은 크기 3 cm 미만의 작고 세밀한 석기를 제작하였다는 점이다. 한반도에 이웃한 중국과 연해주, 일본 등지에서 모두 이러한 세석기가 풍부하게 발견된 데 비해 한반도의 경우 공주 석장리 구석기 문화층 바로 윗층 등에서 소수만이 발견되어 한반도에 전형적인 중석기 시대가 있었는 지 논란이 있다. 대략 1만년 전 무렵 제작된 중석기 시대의 작고 세밀한 석기는 주로 화살촉이나 창, 작살 등의 날을 위해 제작된 것으로 당시 기후 변화에 따른 사람들의 생활상 변화를 반영하고 있다. 최종빙기가 끝나고 날씨가 온화해 지면서 초원에 살던 거대한 초식 동물은 급격히 줄었고 이에 따라 무리 지어 큰 짐승을 사냥하던 생활은 보다 작은 짐승을 개인이 사냥하는 방식으로 바뀌게 되었다. 이와 더불어 그물과 낚시를 사용한 어로 활동 역시 크게 증가하면서 뼈바늘과 같은 도구 역시 사용되었다. 다만 한반도에서는 뚜렷이 중석기 유물이라 단정할만한 유물이나 유적이 발견되지 않고 있다. 주로 조선민주주의인민공화국 지역에서 발견되는 흑요석제 작은 석기들을 한반도의 중석기 문화로 보는 시각도 있지만 방사성 탄소연대 측정 결과 대부분 후기 구석기 시대의 것으로 밝혀져 더 이상 이러한 유물로 중석기 시대를 주장하지는 않는다. 한반도에서 구석기 시대의 종말과 신석기 시대의 시작에는 제법 큰 간극이 있다. 일각에서는 구석기 문화의 현생 인류가 새로운 기후 변화에 적응하여 어로를 주로 하면서 토기를 제작하고 신석기를 맞았다고 보지만 그 보다는 황해는 바다가 되어 물에 잠기고 한반도는 점차 숲으로 변하는 가운데 대다수의 인구가 북상하는 초원과 초원에서 사는 동물들을 쫓아 아무르강 유역까지 북상하였다는 설명이 더 힘을 얻고 있다. 아무르강 유역에서 사람들이 중석기 문화로 사냥을 할 때 한반도는 사람이 거의 살지 않는 지역이었을 것이다.

## 신석기 시대

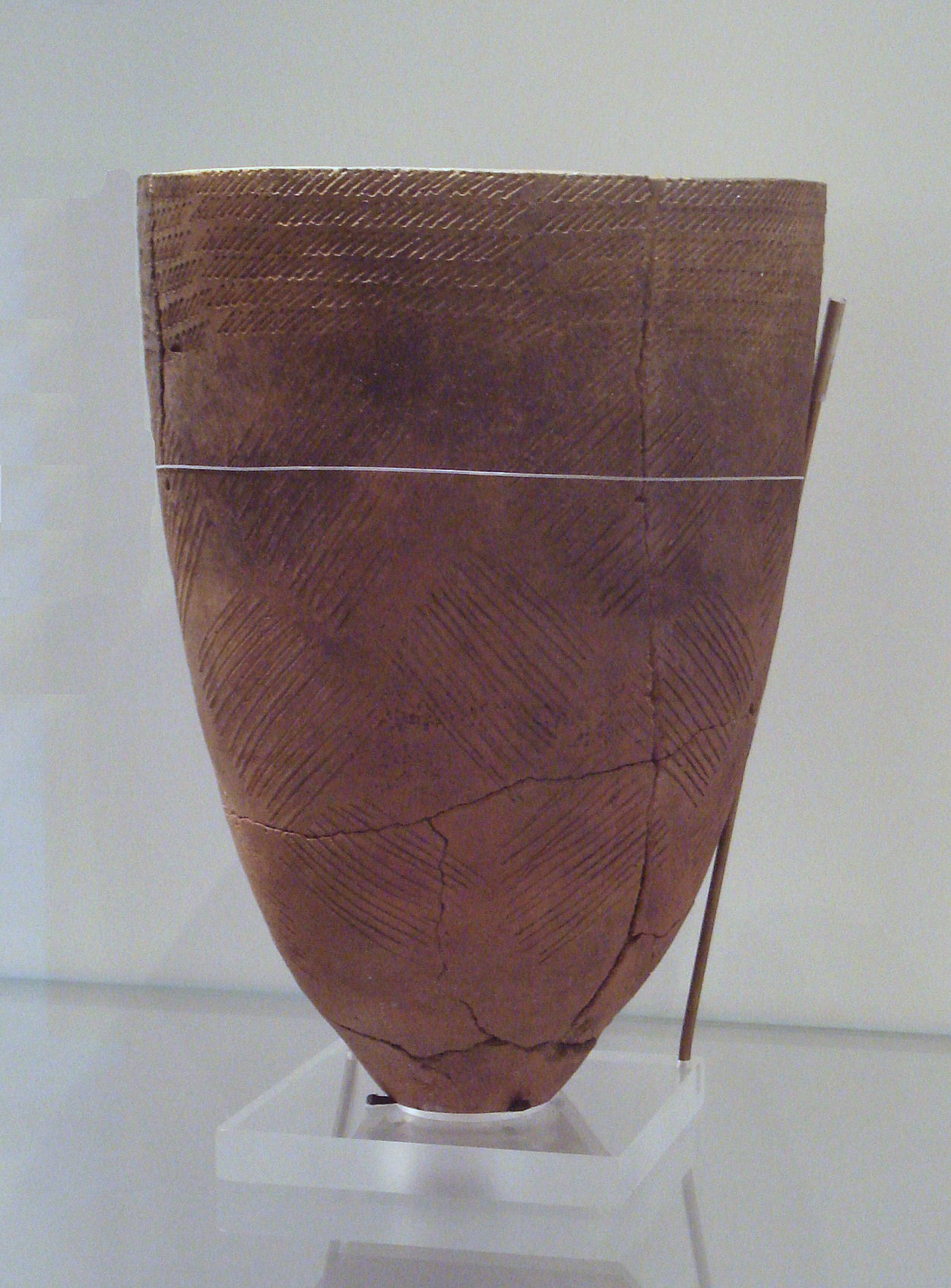
빗살무늬토기

신석기의 개념을 처음 제시한 존 러벅은 주먹도끼나 뗀석기와 같은 타제석기와 비교되는 간석기의 등장을 시대 구분의 기준으로 삼았으나, 전세계적인 상황을 고려하면 이러한 일률적인 구분은 여러모로 어려운 점이 있다. 사람들의 문화 발전은 기본적으로 일직선적이지 않으며 다양한 형태가 존재하기 때문이다. 한반도를 비롯한 동북아시아 지역에서는 석기 자체 보다는 토기의 출현을 신석기 시대의 중요한 지표로 보고 있다.
신석기 시대는 농업의 시작으로 인한 정착 문화의 형성과 이에 따른 의식주의 변화, 가축의 등장 등을 특징으로 한다. 한반도의 구석기 문화는 대략 1만년 전 무렵 종료 되었고 신석기 문화는 6천년 전 무렵 시작되어 최소 4천년의 제법 큰 시간적 간격이 있다. 이 때문에 한반도의 신석기 문화는 이웃한 중국이나 일본과 달리 불투명한 점이 많다. 이는 지금까지 발견된 신석기 유적이 약 50여 개소에 불과하다는 점도 한 몫한다.
신석기 시대에도 간헐적인 소빙기가 계속되어 평균 기온이 오르내렸다. 한반도 지역은 특히 8,200년 전 무렵 한랭화되었다가 7,600년 전에서 4,800년 전 사이 온난화가 지속되어 해수면이 지금보다 오히려 더 상승하였고, 4,200년 무렵 다시 평균 기온의 하강과 함께 해수면 역시 내려와 점차 오늘날의 모습이 되었다. 예를 들어 신석기 전기인 제주 고산리 유적에 사람들이 살던 시기만 해도 황해는 여전히 대부분 육지였지만 반구대 암각화가 새겨진 약 7,000년~3,500년 전 무렵에는 오늘날 육지인 울주 대곡리 지역까지도 바다와 맞닿아 있었다.
이러한 변화 속에서 신석기 시대 사람들은 주로 해안에서 어패류를 잡으며 패총을 남겼지만, 농업의 시작과 함께 점차 내륙으로 진출하기 시작하였다. 한반도에 남아 있는 신석기 유적은 대부분 당시 해안가에 밀집하여 있지만 경우에 따라서는 해안선에서 120 km나 떨어져 있는 것도 있다. 신석기 유적들의 탄소연대 측정은 대략 3,000년 전 무렵부터 내륙으로 인구가 확산되기 시작했음을 보여준다. 초원이 사라지고 대형 초식동물이 절멸하자 신석기 시대 사람들은 보다 작은 짐승들을 사냥하는 한편 새로운 생계 수단을 찾아야 하였다. 최종빙기까지 한랭 침엽수 지역이었던 한반도는 신석기 시대에 들어 온대활엽수림이 되었다. 2012년 발굴된 강원도 고성군 문암리 유적은 밭의 흔적이 남아있어 한반도에서도 신석기 시대에 농경이 시작되었음을 보여준다. 한반도의 여러 지역에서 돌도끼, 보습, 돌낫, 돌칼 등의 농기구가 발견되었고,  당시 심어진 곡물로는 조, 기장, 콩, 밀, 벼 등이 확인되었다. 한반도의 초기 농경은 대략 5,000년 전에서 3,000년 전 사이 시작되었다.
한반도 신석기 시대의 대표적 유물인 빗살무늬토기는 한 때 한민족의 북방기원설을 주장하는 근거가 되었으나 1980년대 이후 이 보다 앞선 덧무늬토기들이 한반도 남쪽 지방 여러 곳에서 발견되면서 한민족의 북방 단일 기원설은 힘을 잃게 되었다. 덧무늬토기의 경우 비슷한 유물들이 북쪽으로는 아무르강에서 남쪽으로는 일본 규슈에 이르기까지 광범위하게 존재하기 때문에 단일 경로의 북방기원설이 폐기된 뒤 한민족의 기원 문제는 오히려 더욱 복잡한 논쟁거리가 되었다.

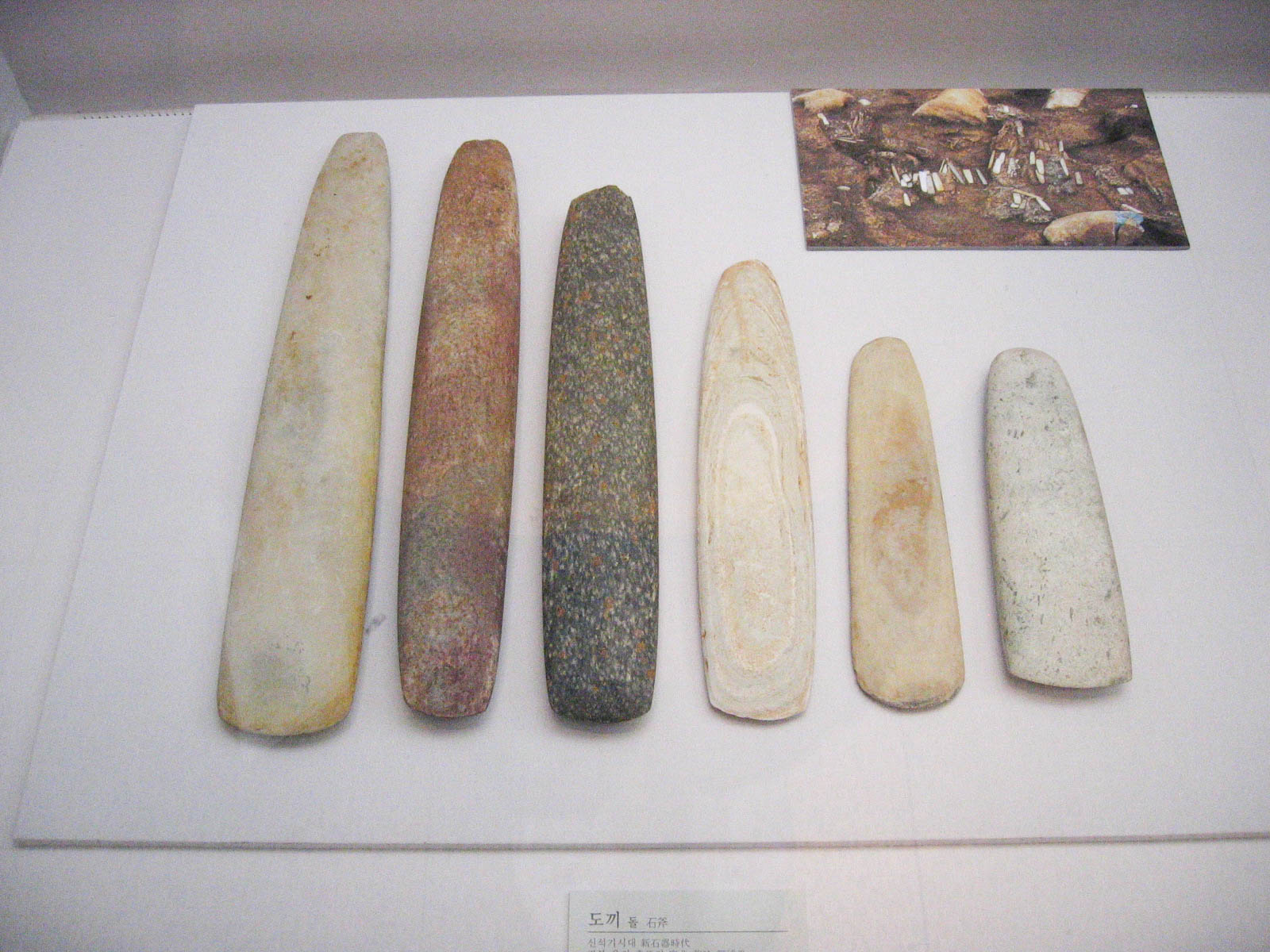
간돌도끼

한편 신석기 시대의 대표적 석기로 간석기를 들고 있지만 실제 사용된 석기의 다수는 여전히 눌러떼기 기법을 사용한 뗀석기들이었다. 간석기는 어느날 갑자기 새롭게 발명된 것이 아니라 오랜 연속을 가지는 뗀석기 문화가 발전한 결과로 보는 것이 합당하다. 제주 고산리 유적의 석기들 역시 눌러떼기 기법의 뗀석기 들이고 남해안 지역의 신석기 문화도 대부분 이와 같은 모습을 보인다. 신석기 말기에 만들어진 반달돌칼과 같은 간석기는 오히려 이후 시대인 청동기 시대에 더 흔하게 쓰였다.
신석기 시대의 석기는 용도에 따라 돌화살촉, 돌창촉, 그물추, 찔개살과 같은 수렵 도구, 석부, 따비, 괭이와 같은 공구, 가래, 보습과 같은 농경구, 갈판과 갈돌 같은 조리 도구, 숫돌과 같은 제작 도구 등으로 구분할 수 있다. 신석기 시대 전반에 걸쳐 수렵 채집을 위한 도구가 가장 흔하게 쓰였으나 후기로 갈 수록 각종 공구류와 농경구 등이 늘어나는 모습을 보인다. 신석기 시대에 쓰인 간석기 가운데 간돌도끼는 주거 생활과 밀접한 관련이 있다. 간돌도끼는 나무를 베고 가공하기 위해 만들어진 도구로 움집을 짓는데 꼭 필요하였다.
각각의 도구를 위한 재료는 신중하게 선택되었다. 찔개살의 경우 보다 날카로운 첨두를 제작하기 위해 적색 셰일이나 점판암, 혼펠스 등 가공하기 쉬운 재료가 사용되었고, 날카로운 날을 세워 쓰는 돌날, 찌르게, 돌톱 등에는 깨어지는 양상이 일정한 유문암, 응회암, 흑요석 등을 사용하였으며, 돌도끼나 갈돌과 갈판에는 단단한 석질의 편암, 편마암, 섬록암, 화강암, 안산암과 같은 것들이 쓰였다.

## 청동기 시대

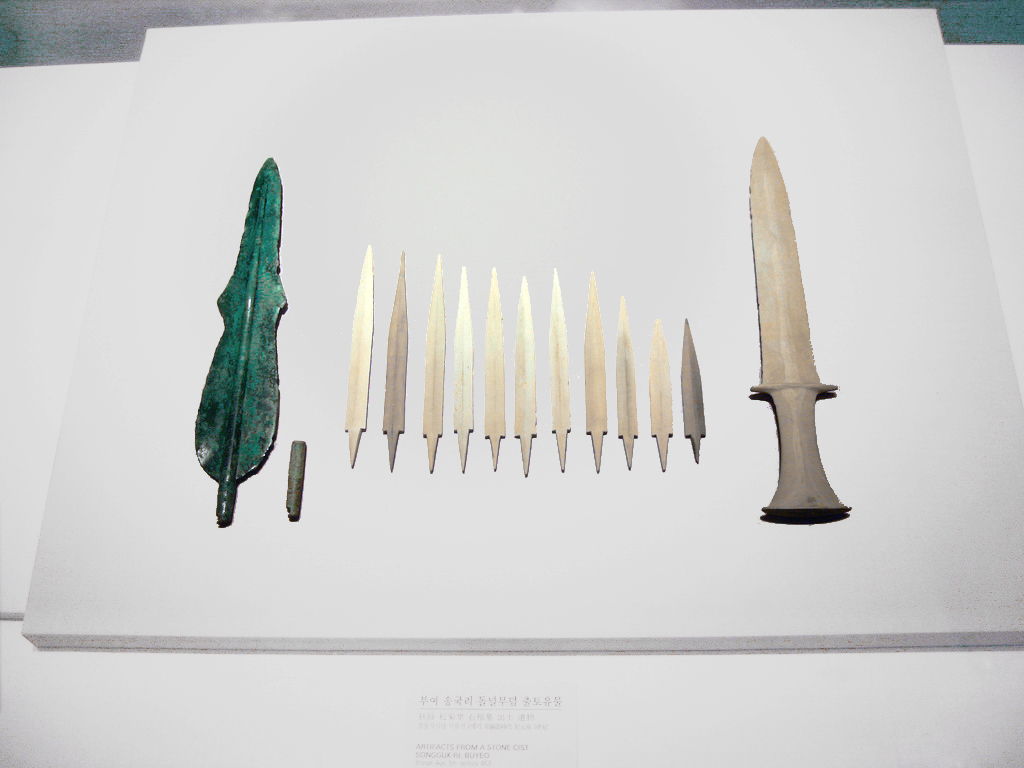
부여 송국리 고분에서 출토된 청동기 유물

청동기 시대는 이전의 석기 시대와 비교하여 커다란 문화적 차이를 보인다. 금속은 석기와 달리 제련과 가공을 위한 전문적인 지식이 필요하다. 금속 도구의 출현은 그 자체로 사회가 이미 고도의 분업 체계를 갖추었음을 보인다. 청동기 장인의 출현으로 사회 구조는 농업과 수공업의 분리가 이루어졌다. 지금까지 알려진 가장 이른 금속 도구의 사용은 튀르키예 아나톨리아고원의 차이외뉘 유적으로 기원전 7,200년 전으로 거슬러 올라가는 구리 장신구가 출토되었다.
구리의 녹는점은 1,083 ℃이며 주석을 섞어 제련하는 청동의 경우 주석의 함량에 따라 녹는점도 875~994℃로 낮아진다. 선사시대의 청동기에는 주석 이외에도 녹는점이 낮은 납이 흔하게 들어있다. 청동은 구리에 비해 녹는 점이 낮으면서도 오히려 단단하고 인장강도가 높기 때문에 도구로 사용하기 알맞았다. 주석의 함량이 높아질수록 청동의 색은 붉은 빛에서 흰빛으로 변화하여 색상을 보고 주석의 함량을 대략 짐작할 수 있다. 청동의 인장강도는 주석함량이 22% 일 때 최고가 되고 그 보다 주석의 함량이 높으면 오히려 급격히 낮아진다. 1천 ℃에 가까운 고열을 다루는 일은 현대에서도 전문적 지식이 없이는 불가능한 일이어서 청동기 장인은 인류 최초의 전문가라 할 수 있다. 청동기는 용도에 따라 합금의 비율을 의도적으로 달리하였다. 또렷한 상을 맺는 것이 중요한 청동거울의 경우 주석의 합금 비율은 20% 가량이었고 무기로서의 기능을 중요하게 여기는 청동검의 경우 5 - 20%의 주석 함량을 보인다. 발굴되는 유물을 보면 주석 함량이 높은 거울의 경우 깨져 있는 경우가 흔하다.
고대 이집트나 메소포타미아에서는 약 6천년 전 무렵부터 청동기가 사용되었으나 동아시아 지역은 이보다 늦어 중국의 경우 약 4천년 전, 한국의 경우 약 3천5백년 전 무렵부터이다.:28 한국의 청동기 시대는 요하를 중심으로 요동과 요서 지역 전체에서 두루 확인된다. 시기적으로는 비파형동검이 한반도를 비롯한 주변 지역으로 전파되던 기원전 2천년 - 3천년 전을 시작으로 생각할 수 있다. 비파형동검은 요서, 세형동검은 요동이라는 구분이 있었으나, 이는 작위적인 것으로 출토된 유물은 그렇게 정확히 지역 구분이 되지 않아 두 청동검 모두 넓은 분포를 보인다. 시기적으로는 비파형동검이 보다 이른 시기에 제작되었고 세형동검은 뒤에 제작되었다. 세형동검은 점차 한반도 중부 지방을 중심으로 제작되다가 일본 규슈지역까지 전파된다. 요령지역에서 청동기가 먼저 시작된 것은 근처에 구리 광산이 있기 때문이다. 내몽골 자치구 츠평시에는 3천년 전 구리를 캔 광산 유적이 여전히 남아있다. 또한 이 지역이 몽골 초원을 통해 중앙아시아와 연결되어 청동기 문화를 보다 빨리 받아들일 수 있는 위치이기도 하다.:34
청동기는 전문적인 기술을 필요로하고 금속을 구하는 것이 쉽지 않았다는 점과 쓰임 역시 장신구, 무기, 거울, 제사용품 등으로 제한된다는 점에서 권력자를 위한 것이었다. 청동기 시대에도 실제 생활 용구는 여전히 석기가 쓰였고, 한반도에서만 보이는 마제석검은 제작 시기와 사용 용도에 대한 논란이 있으나 최소한 그 중에 일부는 실용적인 무기로 사용된 것으로 보인다. 이렇게 석기가 여전히 사회 전반에서 쓰이는 가운데 청동기는 제작뿐만 아니라 사용하는 중에도 유지와 보수를 해야만 했기 때문에 이를 위한 지배자의 계획과 관리 역시 필수적이다. 따라서 청동기의 도입은 계급의 분화와 지배층의 등장에 결정적인 역할을 하였을 것으로 보이지만:33 이후 고대 사회가 보이는 확고한 세습적 신분제의 정착까지는 적어도 1천년 이상의 완만한 변화가 이어졌을 것이다. 고인돌을 세우고 청동기 유물을 부장품으로 함께 묻은 지역의 유력자들은 분명 다른 이들보다 강한 권력을 지니고 있었지만 그 영향력은 후대의 신분제 사회에 비교하여 비교적 적었을 것으로 보인다. 한국의 국가 수립은 뒤를 이은 철기 시대에 활발하게 이루어 진다. 고조선은 스스로의 기록을 후대에 남기지 못하고 중국의 사서에만 기록이 남아 있지만, 한국의 청동기 시대에 수립된 국가이다.
한 때 한국의 청동기를 설명하면서 아연의 함유량을 들어 시베리아 계통설을 주장하기도 하였으나 21세기 이후의 분석을 보면 중국의 것과 큰 차이가 없다. 청동기는 초기 철기 시대까지 꾸준히 제작되었으며 이 시기 제작된 청동기 유물의 성분을 분석하면 재료 역시 한반도에서 구했음을 알 수 있다.

## 철기 시대

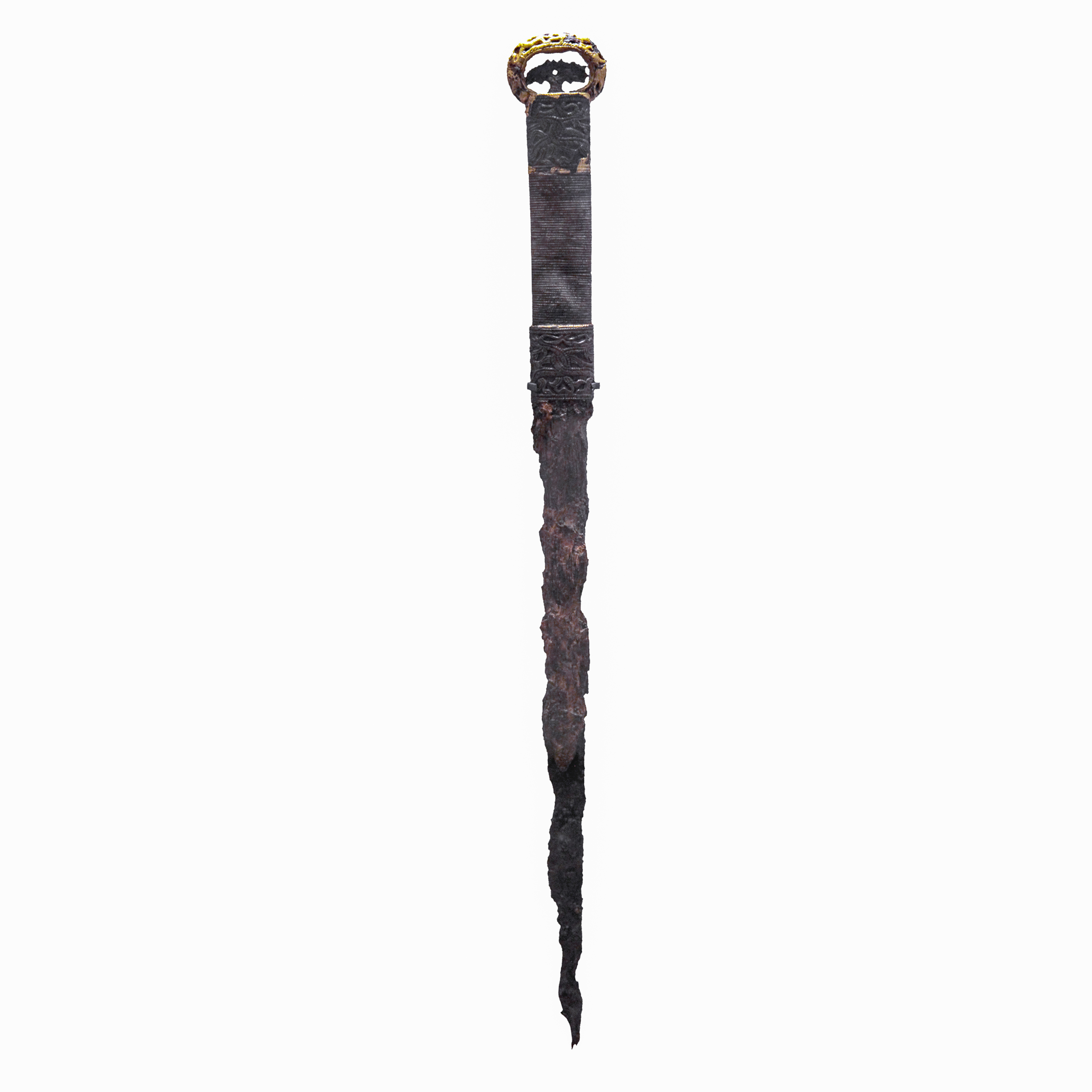
프랑스 기메 박물관 소장 한국의 철기시대 검

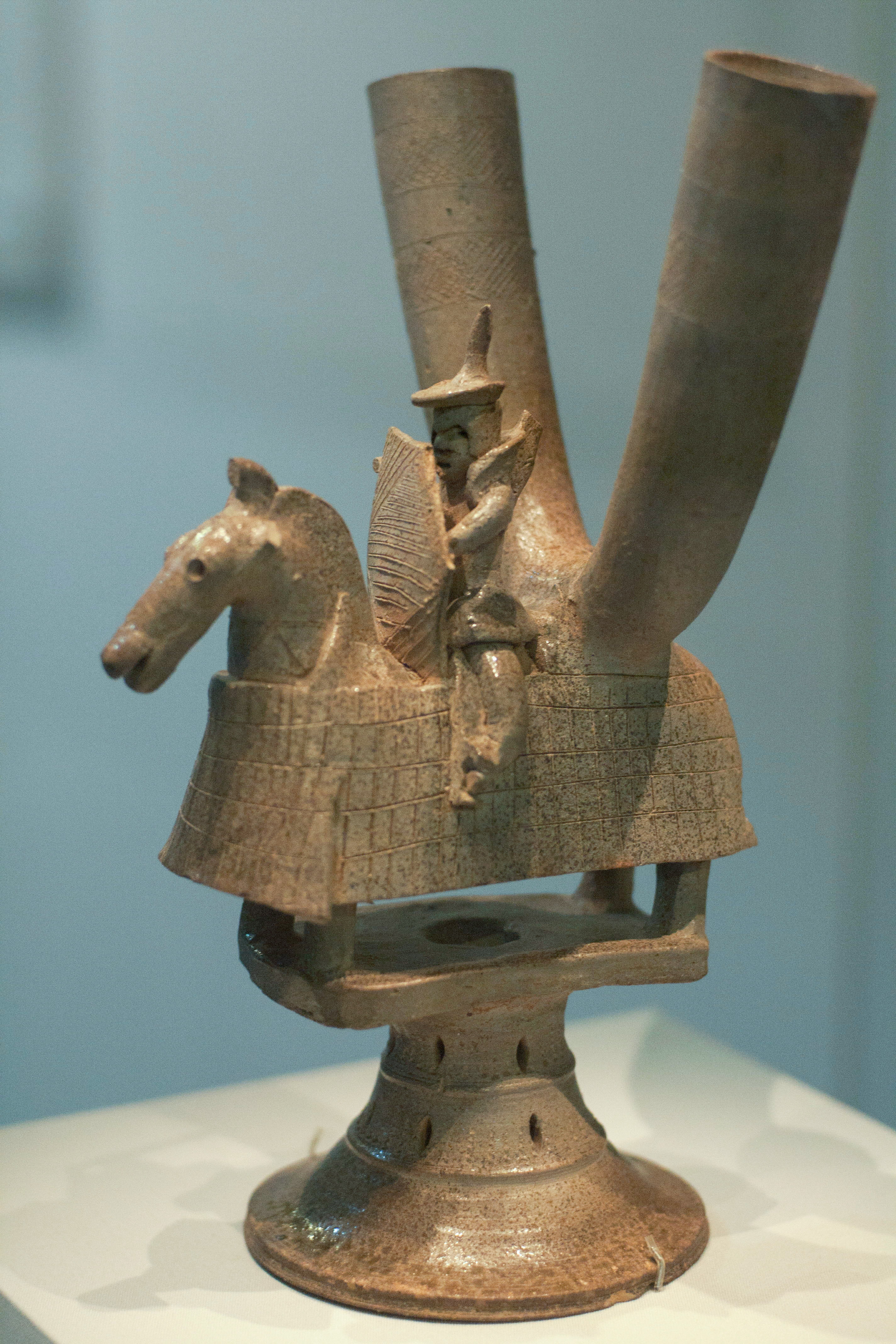
도기 기마인물형 뿔잔

한반도에서 철기는 대략 기원전 300년 무렵부터 사용되었다. 그 이후 현재까지도 철기는 중요한 도구이므로 오늘날도 여전히 철기 시대에 살고 있다 할 수 있지만, 역사학과 고고학에서 철기 시대는 역사 기록이 없는 선사 시대를 가리키는 용어이다. 한반도의 경우 대략 기원후 300년까지의 기간을 말한다. 이 시기에 대해 역사학계는 대체로 원삼국시대라는 용어를 사용하고 고고학계는 초기 철기 시대 및 후기 철기 시대로 구분한다.
앞선 선사시대의 경우도 신석기 시대라 하여 간석기만 사용된 것이 아니라 여전히 뗀석기가 사용되고, 청동기 시대에도 여전히 간석기가 쓰였듯이 초기 철기 시대에도 청동기가 여전히 사용되어 기원전 300년에서 기원후 1년 사이의 초기 철기 시대의 유적에서는 철기와 청동기가 함께 발견된다. 평안북도의 위원 용연동 유적은 초기 철기 문화의 대표적인 유적으로 명도전과 함께 청동기와 철제 도구가 발굴되었다.
한반도 남부의 경우 철기의 도입 시기도 늦고 초기에는 자체 생산 기술이 없어 전량 수입품이었다. 철의 녹는점은 탄소 함량이 전혀 없는 순철의 경우  1,538 ℃이고 탄소함유량 4.3 % 일 때도 1,227℃에 달해 기존의 청동기 제작보다 훨씬 높은 고열을 필요로 하기 때문에 자체적인 생산을 위해서는 보다 높은 수준의 기술이 필요하였다. 특히 주조 철의 제작에는 금속 재료를 적당한 온도로 가열한 다음 서서히 상온까지 냉각하는 풀림열 처리가 필요한데 이러한 기술은 원삼국시대에 들어서야 한반도에 정착된 것으로 보인다. 삼국시대에 들어서까지 야철은 당시 가장 높은 기술 수준을 요구하는 것이었다. 《삼국유사》에는 탈해왕이 스스로 대장장이임을 내세우는 대목이 나와 그 당시 야철장이 사회적으로 높은 대접을 받았음을 짐작하게 한다.
고조선의 패망과 한사군의 설치는 철기 유입에 큰 영향을 주었다. 대동강 유역에서 발견되는 낙랑군의 고분은 당시 다른 지역의 고분들과 확연히 다른 양식을 취하고 있고 유물 역시 후한과 직접적인 관련을 보여주고 있어 이 지역에 낙랑군이 실제하였음을 보여주는 중요한 유적이다. 낙랑고분에서는 다수의 철기가 함께 발견되었는데 당시 한반도의 이남은 아직 철기가 도입되기 전이었다. 이후 낙랑식 유물은 북한강과 춘천 등지까지 전파되면서 한반도에 철기 도입을 촉진하였다.
철기 시대에 이르러 보습, 낫, 호미, 괭이 등의 철제 농기구가 사용되면서 농업은 사회 경제의 기반이 되었고 한반도의 벼농사가 본격화 되었다. 또한 높은 온도의 불을 다루게 되면서 유약을 입혀 구운 도기 역시 생산되었다. 대표적인 도기 유물로 도기 기마인물형 뿔잔이 있다. 농업은 대규모 관개 시설의 운용이 필요하여 의림지, 벽골제와 같은 저수지가 만들어졌다. 이러한 관개 시설의 확충은 권력층의 지배력 역시 확대되고 있음을 보여준다. 철기 시대에 들어 한반도와 그 주변에는 부여, 예맥, 옥저, 고구려, 마한, 변한, 진한 등의 정치 체계가 형성되었고 이 때문에 역사학계는 이 시기를 삼국시대의 근간이 된다는 의미에서 원삼국시대로 부르고 있다.

## 문화

### 그릇
선사시대의 토기는 그 자체로 시기 구분의 주요 지표로 사용된다. 선사시대 사람들은 음식의 저장, 조리 등의 다양한 목적에서 토기를 사용하였다. 특히 처음 토기를 만들어 사용하기 시작한 신석기 시대 초기의 토기 사용은 농경이 시작된 그 뒤의 시기와 달리 각종 어패류와 같이 수렵 채집한 음식을 조리하기 위한 용도였다. 신석기 후기에서 청동기에 걸쳐 농경이 일반화 되면서 곡물의 저장이나 조리가 보다 일반화되었다.
토기는 500 ~ 1,000 ℃ 이하에서 구워지는데 비해 유약을 발라 1,200 ℃ 전후에서 굽는 도기는 보다 높은 열의 관리가 필요하여 철기 시대 이후에야 등장하였다. 도기는 선사시대의 그릇 가운데 가장 높은 기술을 필요로 하는 것으로 그 보다 더 난이도가 높은 자기는 역사시대가 되어서야 등장한다.

### 주거

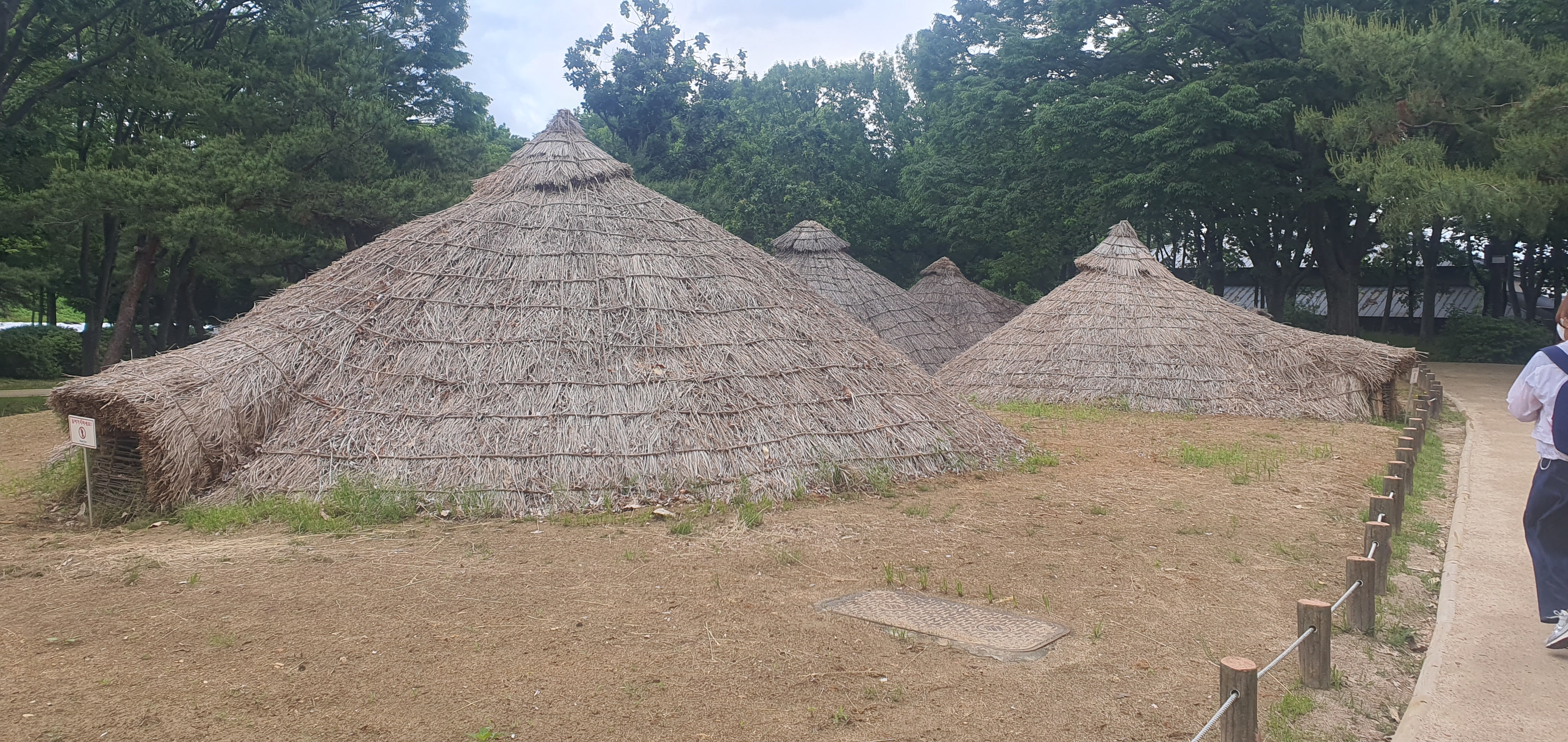
암사역사공원에 복원된 선사 시대 움집

초기 인류는 동굴과 같은 자연적인 곳을 집으로 삼았고 수렵 채집을 하며 이동하였다. 그러나 구석기 시대 말이 되면 인공적인 주거지를 만들기 시작한다. 구석기 시대의 유적인 공주 석장리 유적은 대략 2만 5천년에서 3만 년전의 집터이다. 석장리 유적에는 불을 사용한 화덕 자리와 함께 당김돌, 누름돌, 문돌과 같은 건축 자재 역시 발견되었다. 신석기 시대로 오면 보다 복잡한 움집이 만들어진다. 양양 오산리 선사유적은 지름 6 m 정도의 원형 움집터로 안에 약 70 cm 크기의 네모난 화로가 두어개 놓여 있다. 이후 청동기와 철기를 거치면서 움집은 점차 정교해지고 네모난 모양을 띄게 된다. 철기 시대에 이르러 주거 공간은 움집에서 벗어나 지상으로 올라가게 되었고 영변 세죽리 유적의 여러 층서 가운데 문화V 층의 것은 고조선 시기의 것으로 추정되며 초기 철기 문화로 난방용 구들로 추정되는 유물이 발굴되었다. 원삼국시대에 오면 오늘날 한옥의 원형이라 할 수 있는 집들이 지어지게 된다. 가야의 집모양 토기를 보면 마루가 표현되어 있다. 이로서 한국의 집은 추운 겨울을 위한 온돌과 더운 여름을 위한 마루를 갖춘 모양이 되었다.

### 의복

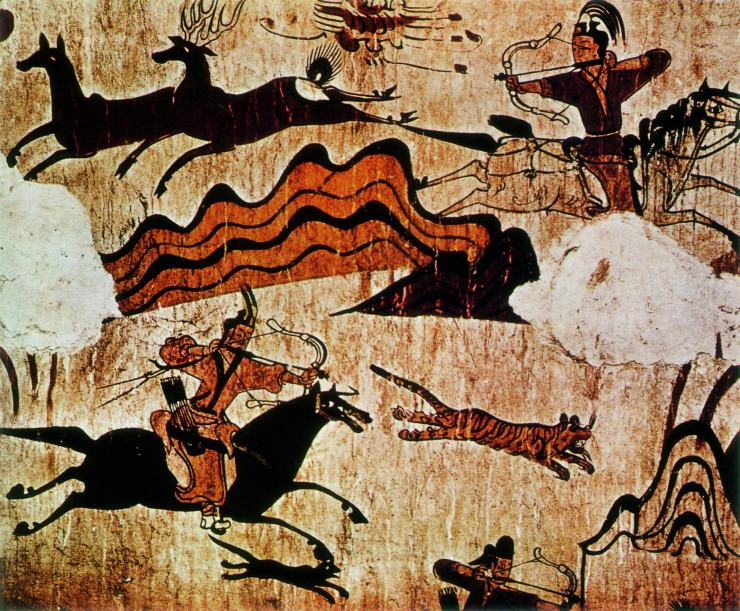
다양한 색상의 옷을 묘사한 고구려의 고분

돌이나 금속과 달리 천과 같은 재질은 땅속에서 쉽게 분해되기 때문에 선사시대의 의복이 원형으로 발견되지는 않는다. 그러나 실을 만드는데 필요한 가락바퀴와 옷을 지을 때 필요한 뼈바늘과 바늘통 같은 유물이 남아있어 당시 사람들이 의복 문화를 짐작하게 한다. 청동기 유물인 대전 괴정동에서 출토된 방패 모양의 농경 무늬 의기에는 상투를 틀고 바지저고리를 입은 사람이 묘사되어 있다. 철기 시대에 이르면 베틀을 이용하여 직물을 짜기 시작하였다. 평안남도 용강군에 있는 고구려 고분 대안리 1호분에는 직물을 짜는 사람의 모습이 묘사되어 있다.

### 음식
선사시대의 음식은 크게 나누어 동물성 식재료와 식물성 식재료로 구분할 수 있다. 동물성 식재료는 패총 등에서 보이는 동물의 뼈나 조개 껍질 등을 통해 확인할 수 있고 식물성 식재료는 유골의 치아에 남겨진 치석의 분석, 토기 등에 남은 유기물의 분석 등을 통해 확인할 수 있다.
신석기 시대의 패총에 남겨진 조개 껍질을 살피면 굴과 홍합, 백합, 반지락, 피뿔고둥, 눈알고둥, 대수리, 떡조개, 소라 등 다양한 조개들이 확인된다. 뿐만아니라 여기에는 각종 해양포유류와 어류, 사슴과 같은 육상동물의 뼈도 확인되어 당시 사람들이 다양한 수렵 채집을 통해 동물성 음식을 먹었다는 것을 알 수 있다. 식물성 음식의 경우 기존에는 한반도에서 본격적인 농경 이전의 주된 채집 식물은 도토리와 같은 견과류일 것이라고 생각되었으나 토기에 남은 유기물의 동위원소 분석 결과 그 보다는 각종 잡곡류를 주로 먹었다는 점이 밝혀졌다.
신석기 말에서 청동기 시기가 되면 농업은 사회의 중요한 생산 방식으로 자리 잡게 되고 벼농사 역시 확산되면서 음식 역시 쌀로 밥을 지어 먹는 형식이 정착된다. 한반도에서는 공주 송국리 유적에서 기원전 6세기 무렵의 탄화미가 발견된 이래 많은 선사시대 유적에서 벼농사의 흔적이 발견되고 있다. 농업의 발달과 함께 동물 역시 가축을 기르기 시작하였다. 인류의 문화 어디에서나 발견되는 개의 경우를 제외하면 소의 경우 기원전 100년 전의 뼈가 김해 봉황동 유적에서 발견되었고, 돼지 역시 약 2천년 전 무렵 고구려와 부여에서 길렀다.

## 같이 보기
- 한국의 고고학적 시대분류
- 한국 선사 시대 유적지

| 한국의 역사 | 한국의 역사          | 한국의 역사 |
| 이전 시대   | 한국의 선사 시대 ?~? | 다음 시대   |
| ----------- | -------------------- | ----------- |
| (선사 시대) | 한국의 선사 시대 ?~? | 고조선      |